# Ködfoltos bagoly
A ködfoltos bagoly (Polia nebulosa) a rovarok (Insecta) osztályának lepkék (Lepidoptera) rendjébe, ezen belül a bagolylepkefélék (Noctuidae) családjába tartozó faj.

## Előfordulása
A ködfoltos bagoly előfordulási területe Európa és Ázsia mérsékelt övein van. Elterjedése átnyúlik Japánba is. Európában csak Skandinávia északi feléről, valamint az Ibériai-félsziget, Olaszország és Görögország déli részeiről hiányzik. Az Alpokban 1600 méteres tengerszint feletti magasságban is megtalálható.

## Megjelenése
Szárnyfesztávolsága 41–52 milliméter közötti. Az elülső szárnyai szürkék piszkosfehér és barnás foltokkal; úgy a fehér, mint a barna foltok sötétebb barnán szegélyezettek. A hátulsó szárnyai drapp színűek, barna erekkel. A testét szűrű barnássárga szőrzet borítja. A hernyó barnásszürke vagy agyagszínű, feketés mintázattal. A háta közepén világos vonal látható, de ennek két oldalán nagy sötét pontok láthatók.

## Életmódja
Az imágó májustól augusztusig repül. A hernyó gazdanövényei főleg a fűz- (Salix), szeder- (Rubus) és Prunus-fajok, de a nagy csalán (Urtica dioica) is.

## Képek

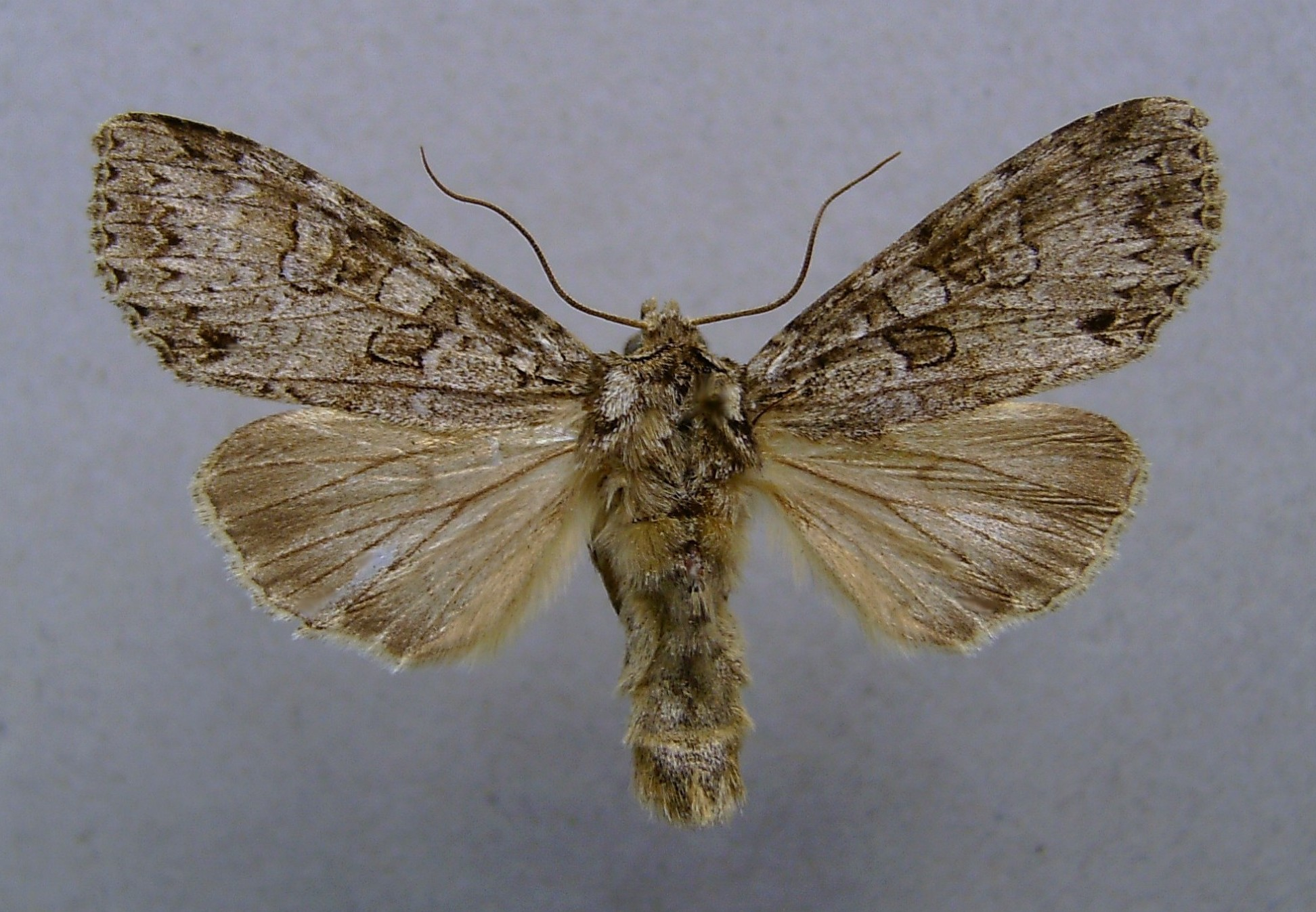
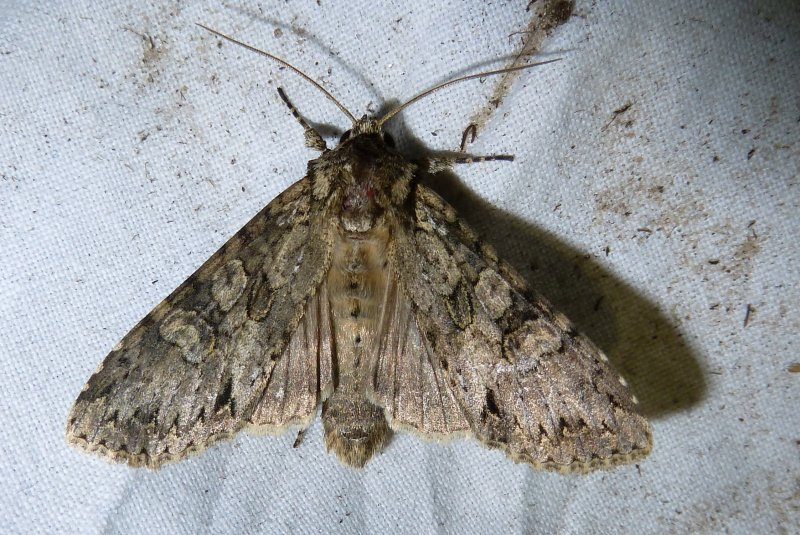
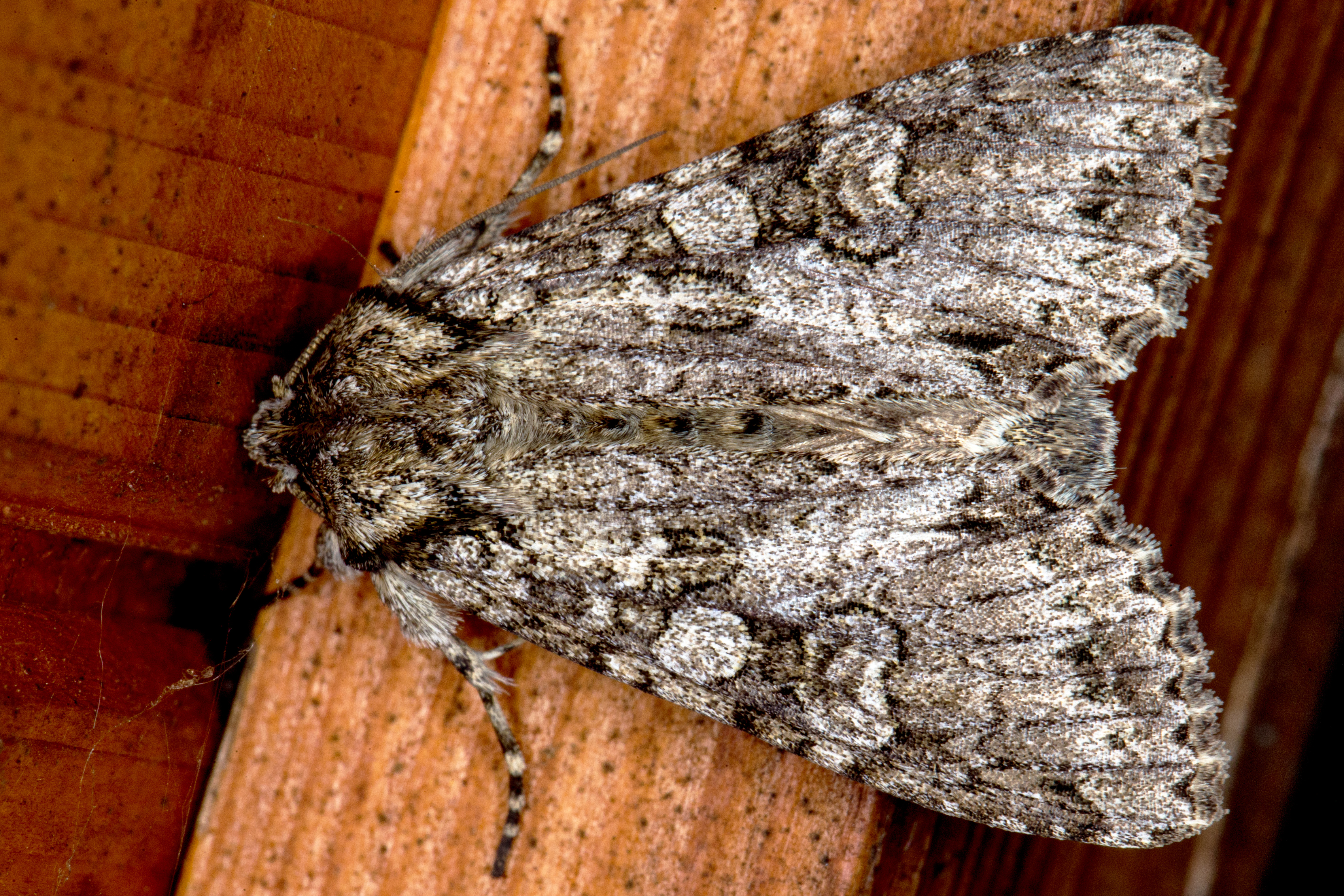
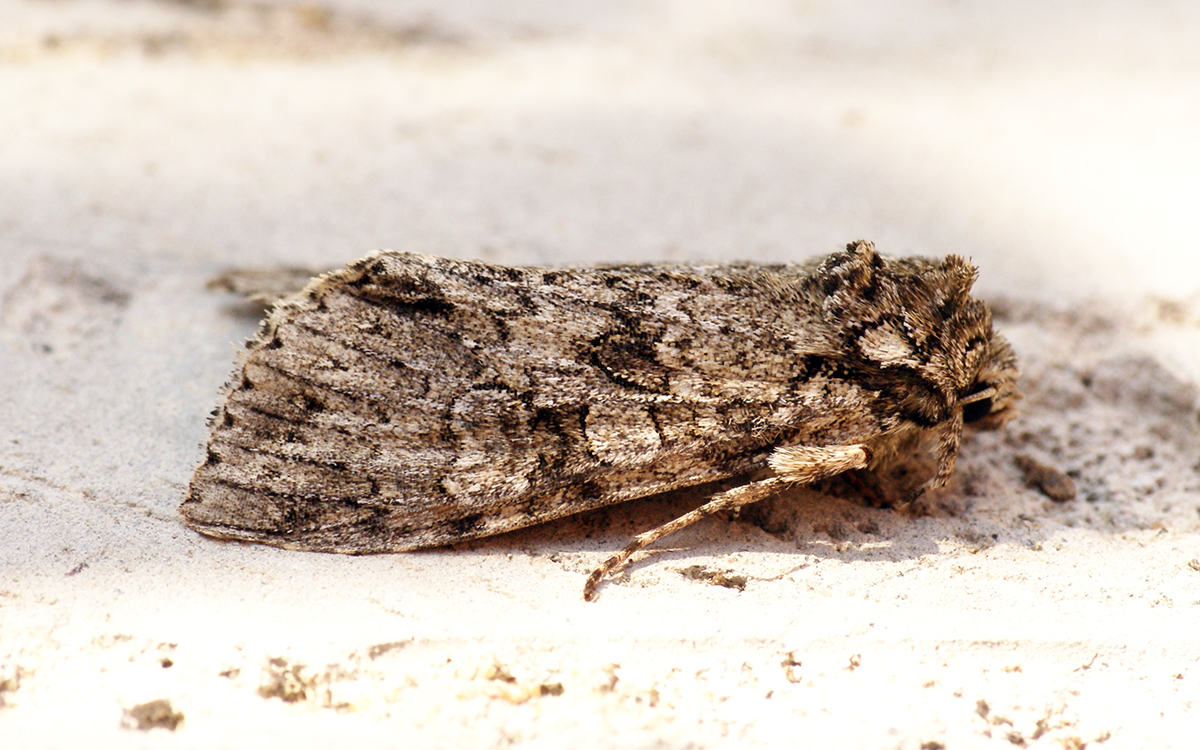

### Fordítás
- Ez a szócikk részben vagy egészben  a   Polia nebulosa című angol Wikipédia-szócikk ezen változatának fordításán alapul.  Az eredeti cikk szerkesztőit annak laptörténete sorolja fel. Ez a jelzés csupán a megfogalmazás eredetét és a szerzői jogokat jelzi, nem szolgál a cikkben szereplő információk forrásmegjelöléseként.